# OSIRC
OSIRC (kratica za Open Source Internet Relay Chat) je IRC omrežje, namenjeno pogovoru o odprtokodnih projektih.
Ustanovljeno je bilo leta 2009. Uporabnik se lahko nanj priklopi preko IRC strežnika irc.osirc.org, ki ga samodejno usmeri na enega od strežnikov, ki se nahajajo v DNSju. Večina strežnikov je locirana v Evropi. Posebnost omrežja je ta, da razvijalcem odprtokodnih projektov omogoča pridobitev brezplačnega shell accounta, za potrebe spletnega gostovanja.